# Scelotrichia ishiharai
Scelotrichia ishiharai är en nattsländeart som beskrevs av Utsunomiya 1994. Scelotrichia ishiharai ingår i släktet Scelotrichia och familjen smånattsländor. Inga underarter finns listade i Catalogue of Life.